# 草堰口墓群
草堰口墓群，位于江苏省盐城市建湖县草堰口镇，是中华人民共和国江苏省文物保护单位之一。
2002年10月22日，授予江苏省文物保护单位，是一座古墓葬。